# Steganacarus paradoxus
Steganacarus paradoxus är en kvalsterart som beskrevs av Wojciech Niedbała 2004. Steganacarus paradoxus ingår i släktet Steganacarus och familjen Phthiracaridae. Inga underarter finns listade i Catalogue of Life.